# 정탁 문적 - 약포유고 및 고문서
정탁 문적 - 약포유고 및 고문서(鄭琢 文籍 - 藥圃遺稿 및 古文書)는 조선 중기의 문신인 약포 정탁(1526∼1605) 선생의 유고와 문서들이다. 1968년 12월 19일 대한민국의 보물 제494호로 지정되었다.

## 개요
정탁 문적 - 약포유고 및 고문서(鄭琢 文籍 - 藥圃遺稿 및 古文書)는 조선 중기의 문신인 약포 정탁(1526∼1605) 선생의 얼을 추모하고 선생이 남긴 유물을 보존하고 관리하기 위해 지은 유물각에 전해오는 유고와 문서들이다.
정탁은 이황의 문인이었다. 1558년 문과에 급제하여 벼슬이 대사헌에까지 올랐으며, 임진왜란이 터지자 좌찬성으로 왕을 의주까지 호종했다. 천문, 지리, 군사에 이르기까지 뛰어난 능력을 보였으며, 임진왜란 중에는 곽재우, 김덕령 등의 뛰어난 장수들을 추천하기도 하였다. 1597년 3월에 이순신이 옥중에서 죽게 되자 적극 말려 그를 구했다. 저서로『약포집』,『용만문견록』등이 있다.
정간공교지 1장, 위성공신교서 1축, 『용사일기』 상하 2책, 『용사잡록』 1책, 『용만문견록』 1책, 『임진기록』 1책, 『선조시집유묵』 1책, 『약포선조유묵』 2책, 『약포선조간첩』 2책, 『선조초고유묵』 1책, 기로연시화첩 1첩, 관립, 벼루와 벼루집 등으로 구성되어 있다.
조선시대의 공문서를 연구하는데 귀중한 자료들이며, 당시의 사회상과 특히 임진왜란 당시를 연구하는데 훌륭한 자료로 평가된다.

### 세부 목록
| 번호     | 사진 | 명칭                                                                                              | 소재지                                        | 관리자 (단체)   | 지정일                | 참조 |
| 494-1호  |      | 정탁 문적 - 약포유고 및 고문서 - 정간공교지 (鄭琢 文籍 - 藥圃遺稿 및 古文書 - 貞簡公敎旨)         | 경북 예천군 도산면 퇴계로 1997 한국국학진흥원 | 한국국학진흥원  | 1968년 12월 19일 지정 |      |
| 494-2호  |      | 정탁 문적 - 약포유고 및 고문서 - 위성공신교서 (鄭琢 文籍 - 藥圃遺稿 및 古文書 - 衛聖功臣敎書)     | 경북 예천군 도산면 퇴계로 1997 한국국학진흥원 | 한국국학진흥원· | 1968년 12월 19일 지정 |      |
| 494-3호  |      | 정탁 문적 - 약포유고 및 고문서 - 용사일기 상·하 (鄭琢 文籍 - 藥圃遺稿 및 古文書 - 龍蛇日記 上·下) | 경북 예천군 도산면 퇴계로 1997 한국국학진흥원 | 한국국학진흥원  | 1968년 12월 19일 지정 |      |
| 494-4호  |      | 정탁 문적 - 약포유고 및 고문서 - 용사잡록 (鄭琢 文籍 - 藥圃遺稿 및 古文書 - 龍蛇雜錄)             | 경북 예천군 도산면 퇴계로 1997 한국국학진흥원 | 한국국학진흥원  | 1968년 12월 19일 지정 |      |
| 494-5호  |      | 정탁 문적 - 약포유고 및 고문서 - 용만문견록 (鄭琢 文籍 - 藥圃遺稿 및 古文書 - 龍灣聞見錄)         | 경북 예천군 도산면 퇴계로 1997 한국국학진흥원 | 한국국학진흥원  | 1968년 12월 19일 지정 |      |
| 494-6호  |      | 정탁 문적 - 약포유고 및 고문서 - 임진기록 (鄭琢 文籍 - 藥圃遺稿 및 古文書 - 壬辰記錄)             | 경북 예천군 도산면 퇴계로 1997 한국국학진흥원 | 한국국학진흥원  | 1968년 12월 19일 지정 |      |
| 494-7호  |      | 정탁 문적 - 약포유고 및 고문서 - 선조시집유묵 (鄭琢 文籍 - 藥圃遺稿 및 古文書 - 先祖詩集遺墨)     | 경북 안동시 도산면 퇴계로 1997 한국국학진흥원 | 한국국학진흥원  | 1968년 12월 19일 지정 |      |
| 494-8호  |      | 정탁 문적 - 약포유고 및 고문서 - 약포선조유묵 (鄭琢 文籍 - 藥圃遺稿 및 古文書 - 藥圃先祖遺墨)     | 경북 예천군 도산면 퇴계로 1997 한국국학진흥원 | 한국국학진흥원  | 1968년 12월 19일 지정 |      |
| 494-9호  |      | 정탁 문적 - 약포유고 및 고문서 - 약포선조간첩 (鄭琢 文籍 - 藥圃遺稿 및 古文書 - 藥圃先祖簡帖)     | 경북 예천군 도산면 퇴계로 1997 한국국학진흥원 | 한국국학진흥원  | 1968년 12월 19일 지정 |      |
| 494-10호 |      | 정탁 문적 - 약포유고 및 고문서 - 기로연시화첩 (鄭琢 文籍 - 藥圃遺稿 및 古文書 - 耆老宴詩畵帖)     | 경북 예천군 도산면 퇴계로 1997 한국국학진흥원 | 한국국학진흥원  | 1968년 12월 19일 지정 |      |
| 494-11호 |      | 정탁 문적 - 약포유고 및 고문서 - 선조초고유묵 (鄭琢 文籍 - 藥圃遺稿 및 古文書 - 先祖草稿遺墨)     | 경북 안동시 도산면 퇴계로 1997 한국국학진흥원 | 한국국학진흥원  | 1968년 12월 19일 지정 |      |
| 494-12호 |      | 정탁 문적 - 약포유고 및 고문서 - 관립 (鄭琢 文籍 - 藥圃遺稿 및 古文書 - 冠笠)                     | 경북 안동시 도산면 퇴계로 1997 한국국학진흥원 | 한국국학진흥원  | 1968년 12월 19일 지정 |      |
| 494-13호 |      | 정탁 문적 - 약포유고 및 고문서 - 벼루와벼루집 (鄭琢 文籍 - 藥圃遺稿 및 古文書 - 벼루와벼루집)     | 경북 예천군 도산면 퇴계로 1997 한국국학진흥원 | 한국국학진흥원  | 1968년 12월 19일 지정 |      |

## 같이 보기
- 정탁

## 참고 자료
- 정탁 문적 - 약포유고 및 고문서 - 국가유산청 국가유산포털